# Sousceyrac-en-Quercy
Sousceyrac-en-Quercy – gmina we Francji, w regionie Oksytania, w departamencie Lot. W 2013 roku liczba ludności na terenie obecnej gminy wynosiła 1415 mieszkańców.
Gmina została utworzona 1 stycznia 2016 roku z połączenia pięciu wcześniejszych gmin: Calviac, Comiac, Lacam-d’Ourcet, Lamativie oraz Sousceyrac. Siedzibą gminy została miejscowość Sousceyrac.